# 丘鵬
丘鵬（1509年—？），字志弘，號端斋，直隸蘇州府長洲縣人，民籍，明朝政治人物。

## 生平
嘉靖十六年（1537年）丁酉科應天府鄉試第十八名舉人。二十六年丁未科會試第四十三名，未殿试，嘉靖二十九年（1550年）中式庚戌科登第三甲第十一名進士。授行人，升吏部主事、户部员外郎。

## 家族
曾祖丘芳；祖父丘雲；父丘鏜，母沈氏。兄山；弟鲸、龍、麒、鹗、渊。